# Documenta
documenta – jedna z najważniejszych wystaw sztuki współczesnej na świecie, odbywająca się co pięć lat w mieście Kassel i trwająca 100 dni.
Pierwsza wystawa documenta odbyła się w 1955 roku. Zorganizował ją wraz z przyjaciółmi profesor malarstwa z Akademii Sztuk Pięknych w Kassel Arnold Bode. Odróżniała się od innych wystaw tego typu nową koncepcją przestrzeni wystawienniczej. Ideą Bodego, oprócz zorganizowania ekspozycji nowoczesnej sztuki, było ukazanie idei wystawy artystycznej jako medium.
Prócz ASP, Kassel nie miało w owym czasie żadnych powiązań krajowych czy międzynarodowych ze sztuką współczesną czy nowoczesną. Było jednak znanym ośrodkiem kulturalnym w kraju, z uwagi na muzeum Fridericianum (pierwsze otwarte dla publiki muzeum w Europie), pochodzących stamtąd braci Grimm, czy też z teatru Ottoneum, utworzonego w 1605. Pierwsza documenta nie była samodzielnym wydarzeniem. Została zorganizowana jako część krajowych targów ogrodniczych w prowizorycznie odbudowanym po II wojnie światowej muzeum Fridericianum (miasto zostało zniszczone w 80%, głównie przez nocne bombardowania w październiku 1943). Do lat 90. XX wieku wystawa skupiała się raczej na twórcach zachodniego kręgu kulturowego. Potem nabrała charakteru ogólnoświatowego.
W odróżnieniu od innych podobnych wydarzeń artystycznych, takich jak biennale w Wenecji czy w São Paulo, documenta ma zwyczaj „zawłaszczania” całej przestrzeni Kassel, na czas swego trwania. W przestrzeni miejskiej pozostawiono kilkanaście instalacji stworzonych bądź wystawianych w ramach documenta.
Kolejne edycje wystawy:
| nr edycji    | rok  | kierownictwo artystyczne     | liczba eksponatów | liczba artystów | liczba widzów |
| ------------ | ---- | ---------------------------- | ----------------- | --------------- | ------------- |
| documenta 1  | 1955 | Arnold Bode                  | 670               | 148             | 130 tys.      |
| documenta 2  | 1959 | Arnold Bode, Werner Haftmann | 1770              | 392             | 134 tys.      |
| documenta 3  | 1964 | Arnold Bode, Werner Haftmann | 1450              | 280             | 200 tys.      |
| documenta 4  | 1968 | wieloosobowa rada            | 1000              | 150             | 220 880       |
| documenta 5  | 1972 | Harald Szeemann              | ok. 820           | 218             | 228 621       |
| documenta 6  | 1977 | Manfred Schneckenburger      | ok. 2700          | 622             | 343 410       |
| documenta 7  | 1982 | Rudi Fuchs                   | 1000              | 182             | 378 691       |
| documenta 8  | 1987 | Manfred Schneckenburger      | 600               | 150             | 474 417       |
| documenta 9  | 1992 | Jan Hoet                     | 1000              | 189             | 603 456       |
| documenta 10 | 1997 | Catherine David              | 700               | 120             | 628 776       |
| documenta 11 | 2002 | Okwui Enwezor                | ok. 450           | 118             | 650 924       |
| documenta 12 | 2007 | Roger Martin Buergel         | ok. 530           | 106             | 754 301       |
| documenta 13 | 2012 | Carolyn Christov-Bakargiev   |                   | 187             | 904 992       |
| documenta 14 | 2017 | Adam Szymczyk                |                   |                 |               |
| documenta 15 | 2022 | ruangrupa                    |                   |                 |               |

## documenta 1 – 1955
documenta 1 zorganizowano w ruinach Muzeum Fridericianum, spalonego podczas II wojny światowej. Impreza trwała od 15 lipca do 18 września 1955 roku i miała charakter przede wszystkim historyczny. Pięcioosobowa komisja robocza, w niej również historyk sztuki Werner Haftmann, wybrała dzieła sztuki stanowiące kompleksowe podsumowanie wiedzy o europejskiej sztuce nowoczesnej. Arnold Bode powiesił abstrakcyjne modernistyczne obrazy na metalowych prętach w niewielkiej odległości ścian, na których zniszczona powierzchnia pobielonych prowizorycznie cegieł kontrastowała z gładzią białego sztucznego tworzywa. Uczestnicy wystawy pochodzili, w przeważającej większości, z Europy (49 – Niemcy, 44 – Francuzi, 26 – Włosi).

## documenta 2 – 1959

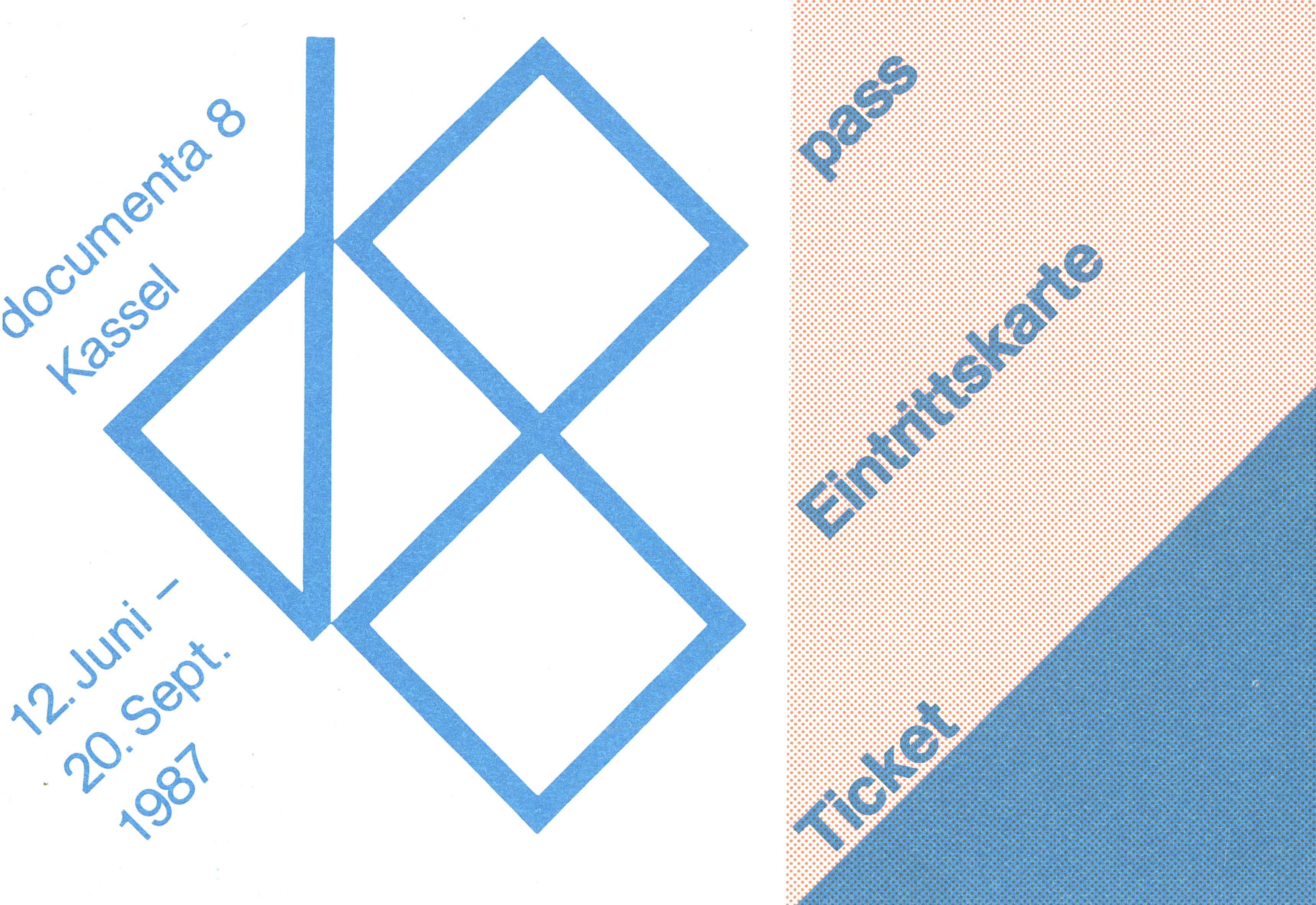
Bilet wstępu na documenta 8

Następna edycja wydarzenia nabrała rozmachu – w celu organizacji wystawy utworzono spółkę z o.o., a nad poszczególnymi działami debatowały dwie komisje (malarstwa i rzeźby oraz grafiki), jak również komisja wystawiennicza. Wśród eksponowanych dzieł przeważał powtórnie abstrakcjonizm, a dokładniej jeden z jego nurtów – informel. Szerzej niż poprzednio zaprezentowano rzeźbę. Tym razem zadaniem wystawy było wszechstronne zaprezentowanie współczesnej sztuki, a nie, jak przedtem, ukazanie historycznych powiązań.

## documenta 3 – 1964
Następną edycję przygotowano stawiając nie na historyczność czy wszechstronność, ale na najbardziej istotnych artystów i kluczowe dzieła. Pojawił się też nowy dział – rysunek. Jego ekspozycja została przygotowana przez komisję roboczą z Wernerem Haftmannem na czele.

## documenta 4 – 1968
Na documenta 4 demokratyczna rada zdecydowała się na mały przełom, obawiając się skostnienia formuły wystawy. Zaprezentowano szerzej dzieła z najmłodszych nurtów sztuki, to jest pop-artu, minimalizmu, malarstwa barwnych płaszczyzn. Nie pojawiły się natomiast happeningi, performance czy reprezentanci ruchu fluxus.

## documenta 5 – 1972

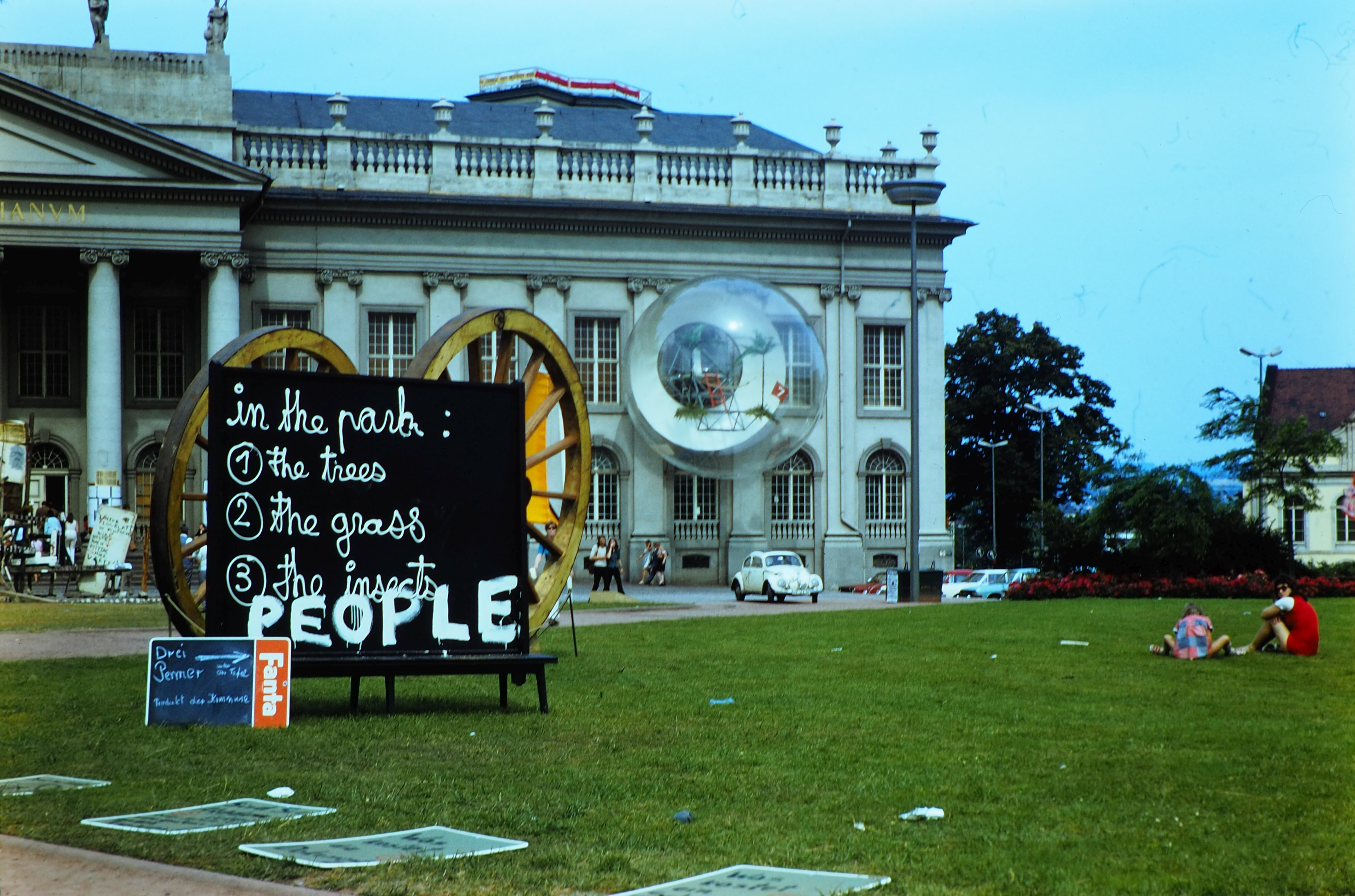
Fridericianum w trakcie documenta 5.

Piąta edycja, trwająca od 30 czerwca do 8 października w Museum Fridericianum, Kino Royal i Neue Galerie, stała się wielkim przełomem dla historii tej wystawy. Za całość koncepcji i realizacji odpowiadał Harald Szeemann, sekretarz generalny, który zastąpił demokratyczną radę. Koncepcja documenta 5 zwracała się przeciwko muzealnemu, statycznemu podejściu do ekspozycji. Wystawa miała stać się „wydarzeniem antymuzealnym” dokonującym się na terenie całego miasta.
Harald Szeemann był wówczas dyrektorem Kunsthalle w Bernie. Został mianowany kuratorem generalnym, ponieważ podczas wcześniejszych edycji dochodziło do problemów związanych z przekraczaniem budżetu i konfliktami w gronie decyzyjnym, w związku z czym postanowiono oddać odpowiedzialność za całe przedsięwzięcie w ręce jednej osoby. Poza nim nad wystawą pracowali także: Arnold Bode i Jean-Christopher Amann, Bazon Brock, Peter Iden, Ulrich Gregor, Alexander Kluge, Edgar Reitz, Karlheinz Braun. Wzięło w niej udział 218 artystów, m.in. Joseph Beuys, Jasper Johns, Hermann Nitsch, Claes Oldenburg, Gilbert & George, William Wegman, 820 prac, a wystawę odwiedziło 228 621 osób.
Przed documenta5 Szeemann zorganizował dwie bardzo ważne dla jej struktury wystawy: When attitudes become form (1969) i Happening & Fluxus (1970). Wskazywały one na jego zainteresowania procesem, działaniem i związkami sztuki z rzeczywistością. Ponadto koncepcja wystawy z 1969 była pierwowzorem documenta5 – pozbawiona sztywnych ram, całkowicie skupiona na działaniu, a nie na obiekcie. Również w documenta Szeeman postanowił zmienić ideę „100 dni muzeum” w „100 dni wydarzeń”.
Założenia documenta5:
- Systematyczne śledzenie relacji wizualnych form ekspresji i rzeczywistości.
- Wystawa koncentruje się na związku pomiędzy obrazem a rzeczywistością.
- Prace artystów zostają wyjęte z kontekstu, w którym powstały i umieszczone w nowym, zaproponowanym przez kuratora.
- Wystawa stała się autonomicznym dziełem sztuki, medium dzięki któremu można było zdobywać o informacje o sztuce, zadawać pytania i budować nowe konteksty.

Sekcje:
- Reality of Representation
- Reality of the Thing Represented
- Identity or Non-Identity for Representational Things Represented

Wystawa spotkała się z falą krytyki: zarzucano jej, że pozbawia artystów wolności do decydowania o ich dziele, traktuje je przedmiotowo i zmienia ich znaczenie, nie licząc się ze zdaniem autorów, że odchodzi od przeszłości, jednocześnie nie wskazując żadnego nowego kontekstu, a zamiast tego zajmuje się jedynie konstatacją rzeczywistości oraz że postawiła ideologię ponad faktycznie znaczenie dzieł i ich formę. Wyrazem tych protestów był m.in. list artystów z Robertem Morrisem na czele do Flash Artu oraz esej Roberta Smithsona, umieszczony w katalogu wystawy. Jednak mimo całej krytyki nie da się ukryć, że była to jedna z ważniejszych wystaw po II wojnie światowej, która zmieniła spojrzenie na projektowanie wystaw oraz instytucję kuratora.

## documenta 6 – 1977
Kierownictwo artystyczne szóstej edycji zostało powierzone Manfredowi Schneckenburgerowi.